# 4778 Fuss
4778 Fuss è un asteroide della fascia principale. Scoperto nel 1978, presenta un'orbita caratterizzata da un semiasse maggiore pari a 3,1565690 UA e da un'eccentricità di 0,1784240, inclinata di 1,58500° rispetto all'eclittica.